# Équipe du Mexique de football à la Coupe des confédérations 1999
L'équipe du Mexique de football participe à sa 3e Coupe des confédérations lors de l'édition 1999 qui se tient au Mexique, du 24 juillet au 4 août 1999. Elle se rend à la compétition en tant que nation hôte et vainqueur de la Gold Cup 1998.

## Résultats

### Phase de groupe
|   | Équipe          | Pts | J | G | N | P | BP | BC | Diff |
| - | --------------- | --- | - | - | - | - | -- | -- | ---- |
| 1 | Mexique         | 7   | 3 | 2 | 1 | 0 | 8  | 3  | +5   |
| 2 | Arabie saoudite | 4   | 3 | 1 | 1 | 1 | 6  | 6  | 0    |
| 3 | Bolivie         | 2   | 3 | 0 | 2 | 1 | 2  | 3  | -1   |
| 4 | Égypte          | 2   | 3 | 0 | 2 | 1 | 5  | 9  | -4   |

| 25 juillet 1999 | Arabie saoudite | 1 | 5 | Mexique |
| 27 juillet 1999 | Égypte          | 2 | 2 | Mexique |
| 29 juillet 1999 | Mexique         | 1 | 0 | Bolivie |

| 25 juillet 1999                   | Mexique                              | 5 - 1 | Arabie saoudite      | Stade Azteca, Mexico                        |                                             |
| 14:30 · Historique des rencontres | Blanco 12e 19e 68e 77e · Abundis 21e |       | Al-Temyat 62e (pen.) | Spectateurs : 85 000 Arbitrage : Óscar Ruiz | Spectateurs : 85 000 Arbitrage : Óscar Ruiz |
| 14:30 · Historique des rencontres | Rapport                              |       |                      | Spectateurs : 85 000 Arbitrage : Óscar Ruiz | Spectateurs : 85 000 Arbitrage : Óscar Ruiz |

| 27 juillet 1999                   | Mexique                 | 2 - 2 | Égypte                   | Stade Azteca, Mexico                           |                                                |
| 20:30 · Historique des rencontres | Pardo 15e · Abundis 26e |       | Hassan 79e · Kamouna 85e | Spectateurs : 65 000 Arbitrage : Kim Young-Joo | Spectateurs : 65 000 Arbitrage : Kim Young-Joo |
| 20:30 · Historique des rencontres | Rapport                 |       |                          | Spectateurs : 65 000 Arbitrage : Kim Young-Joo | Spectateurs : 65 000 Arbitrage : Kim Young-Joo |

| 29 juillet 1999                   | Mexique      | 1 - 0 | Bolivie | Stade Azteca, Mexico                        |                                             |
| 20:30 · Historique des rencontres | Palencia 52e |       |         | Spectateurs : 55 000 Arbitrage : Óscar Ruiz | Spectateurs : 55 000 Arbitrage : Óscar Ruiz |
| 20:30 · Historique des rencontres | Rapport      |       |         | Spectateurs : 55 000 Arbitrage : Óscar Ruiz | Spectateurs : 55 000 Arbitrage : Óscar Ruiz |

### Demi-finale
| 1er août 1999                     | Mexique | 1 - 0 b.e.o. | États-Unis | Stade Azteca, Mexico                           |                                                |
| 12:00 · Historique des rencontres | Blanco 97e |              | | Spectateurs : 82 000 Arbitrage : Kim Young-Joo | Spectateurs : 82 000 Arbitrage : Kim Young-Joo |
| 12:00 · Historique des rencontres | Rapport |              | | Spectateurs : 82 000 Arbitrage : Kim Young-Joo | Spectateurs : 82 000 Arbitrage : Kim Young-Joo |
| 12:00 · Historique des rencontres | Campos - Suárez, Márquez, Torrado ( 58e Zepeda), Villa - Ramírez ( 72e Arellano), Abundis, Pardo, Terrazas ( 45e Palencia) - Blanco 57e, Carmona | Équipes      | Keller - Hejduk, Berhalter, Fraser 60e, Harkes 41e - Stewart, Kirovski, Agoos, R.Williams - Jones, McBride ( 78e Lewis) | Spectateurs : 82 000 Arbitrage : Kim Young-Joo | Spectateurs : 82 000 Arbitrage : Kim Young-Joo |

### Finale

#### Mexique-Brésil
| Titulaires : |  |
| |  |
| Jorge Campos · Claudio Suarez · Rafael Márquez · Germán Villa · Ramon Ramirez · José Manuel Abundis · Pável Pardo · Miguel Zepeda 83e · Cuauhtemoc Blanco · Francisco Palencia 70e · Salvador Carmona · |  |
| Remplaçants : |  |
| Isaac Terrazas 70e · Jesus Arellano 83e · |  |
| Sélectionneur : |  |
| Manuel Lapuente |  |

| Titulaires : |  |
| |  |
| Dida · Odvan · Joao Carlos · Serginho · Flavio Conceicao · Zé Roberto 82e · Vampeta · Emerson · Beto 45e · Ronaldinho · Alex · |  |
| Remplaçants : |  |
| Rôni 45e · Warley 82e · |  |
| Sélectionneur : |  |
| Vanderlei Luxemburgo |  |

| Titulaires : |  |
| |  |
| Jorge Campos · Claudio Suarez · Rafael Márquez · Germán Villa · Ramon Ramirez · José Manuel Abundis · Pável Pardo · Miguel Zepeda 83e · Cuauhtemoc Blanco · Francisco Palencia 70e · Salvador Carmona · |  |
| Remplaçants : |  |
| Isaac Terrazas 70e · Jesus Arellano 83e · |  |
| Sélectionneur : |  |
| Manuel Lapuente |  |

| Titulaires : |  |
| |  |
| Dida · Odvan · Joao Carlos · Serginho · Flavio Conceicao · Zé Roberto 82e · Vampeta · Emerson · Beto 45e · Ronaldinho · Alex · |  |
| Remplaçants : |  |
| Rôni 45e · Warley 82e · |  |
| Sélectionneur : |  |
| Vanderlei Luxemburgo |  |

## Effectif
Sélectionneur :  Manuel Lapuente
| No. | Pos.      | Joueur              | Date de naissance et âge | Sélec. | Club                 |
| --- | --------- | ------------------- | ------------------------ | ------ | -------------------- |
| 1   | Gardien   | Jorge Campos        | 15 octobre 1966          |        | Universidad Nacional |
| 2   | Défenseur | Claudio Suárez      | 17 décembre 1968         |        | Guadalajara          |
| 3   | Défenseur | Joel Sánchez        | 17 août 1974             |        | Club América         |
| 4   | Défenseur | Rafael Márquez      | 13 février 1979          |        | AS Monaco            |
| 5   | Milieu    | Gerardo Torrado     | 30 avril 1979            |        | Universidad Nacional |
| 6   | Milieu    | Germán Villa        | 2 avril 1973             |        | Club Necaxa          |
| 7   | Milieu    | Ramón Ramírez       | 5 décembre 1969          |        | UANL Tigres          |
| 8   | Milieu    | Alberto García Aspe | 11 mai 1967              |        | Club América         |
| 9   | Attaquant | José Manuel Abundis | 11 juin 1973             |        | Toluca               |
| 10  | Attaquant | Cuauhtémoc Blanco   | 17 janvier 1973          |        | Club América         |
| 11  | Attaquant | Daniel Osorno       | 16 mars 1979             |        | CF Atlas             |
| 12  | Gardien   | Óscar Pérez         | 1er février 1973         |        | Cruz Azul            |
| 13  | Milieu    | Pável Pardo         | 26 juillet 1976          |        | Club América         |
| 14  | Défenseur | Isaac Terrazas      | 23 juin 1973             |        | Club América         |
| 15  | Attaquant | Luis Hernández      | 22 décembre 1968         |        | UANL Tigres          |
| 16  | Milieu    | Jesús Arellano      | 8 mai 1973               |        | Guadalajara          |
| 17  | Attaquant | Francisco Palencia  | 28 avril 1973            |        | Cruz Azul            |
| 18  | Défenseur | Salvador Carmona    | 22 août 1975             |        | Toluca               |
| 19  | Milieu    | Miguel Zepeda       | 25 mai 1976              |        | CF Atlas             |
| 20  | Milieu    | Rafael García       | 14 août 1974             |        | Toluca               |